# الحياة السرية لمراهقة أمريكية
الحياة السرية لمراهقة أمريكية (بالإنجليزي The Secret Life of the American Teenager) هو مسلسل أمريكي عائلي من إنتاج ABC Familey، يتكلم بشكل عام عن المراهقين ومشاكل الجنس وبشكل خاص عن مراهقة اسمها Amy Juergens تبلغ من العمر 15 سنة تقع في علاقة غرامية نتج عنها حمل.

## روابط خارجية
- الحياة السرية لمراهقة أمريكية على موقع IMDb (الإنجليزية)
- الحياة السرية لمراهقة أمريكية على موقع ميتاكريتيك (الإنجليزية)
- الحياة السرية لمراهقة أمريكية على موقع روتن توميتوز (الإنجليزية)
- الحياة السرية لمراهقة أمريكية على موقع فيلمافينيتي (الإسبانية)
- الحياة السرية لمراهقة أمريكية على موقع كينوبويسك (الروسية)
- الحياة السرية لمراهقة أمريكية على موقع ألو سيني (الفرنسية)
- الحياة السرية لمراهقة أمريكية على موقع قاعدة بيانات الفيلم (الإنجليزية)